# Distretto di Radkersburg
Radkersburg è stato un distretto amministrativo dello stato di Stiria, in Austria. Il 1º gennaio 2013 il distretto si è fuso con quello di Feldbach per formare il nuovo Distretto di Südoststeiermark.

## Geografia antropica
Il distretto si suddivideva in 19 comuni, di cui 2 con status di città e 6 con diritto di mercato. Ogni comune ha scritto sotto i propri comuni catastali (Katastralgemeinden), corrispettivi grossomodo alle frazioni.

### Città
- Bad Radkersburg
- Mureck

### Comuni mercato
- Halbenrain
  - Dietzen, Donnersdorf, Dornau, Drauchen, Hürth, Oberpurkla, Unterpurkla, Karla, Neusetz, Radochen
- Klöch
  - Deutsch Haseldorf, Gruisla, Klöchberg, Pölten
- Mettersdorf am Saßbach
  - Landorf, Rannersdorf am Saßbach, Rohrbach am Rosenberg, Zehensdorf
- Sankt Peter am Ottersbach
  - Edla, Entschendorf am Ottersbach, Oberrosenberg, Perbersdorf bei Sankt Peter, Wiersdorf, Wittmannsdorf
- Straden
  - Hart bei Straden, Kronnersdorf, Marktl, Nägelsdorf, Schwabau, Waasen am Berg, Wieden-Klausen, Waldprecht
- Tieschen
  - Größing, Jörgen, Laasen, Patzen, Pichla bei Radkersburg

### Comuni
- Bierbaum am Auersbach
- Deutsch Goritz
  - Hofstätten bei Deutsch Goritz, Krobathen, Oberspitz, Salsach, Schrötten bei Deutsch Goritz, Unterspitz, Weixelbaum, Haselbach
- Dietersdorf am Gnasbach
- Eichfeld
  - Hainsdorf-Brunnsee, Oberrakitsch
- Gosdorf
  - Diepersdorf, Fluttendorf, Misselsdorf
- Hof bei Straden
- Murfeld
  - Lichendorf, Oberschwarza, Seibersdorf bei Sankt Veit, Unterschwarza, Weitersfeld an der Mur
- Radkersburg Umgebung
  - Altneudörfl, Dedenitz, Goritz bei Radkersburg, Hummersdorf, Laafeld, Pfarrsdorf, Pridahof, Sicheldorf, Zelting
- Ratschendorf
- Trössing
- Weinburg am Saßbach
  - Perbersdorf bei Sankt Veit, Pichla bei Mureck, Priebing, Siebing